# Faichuk
Les Faichuk ou îles Faichuk (parfois écrit Faichuuk) sont un groupe de huit îles dans l'État de Chuuk.

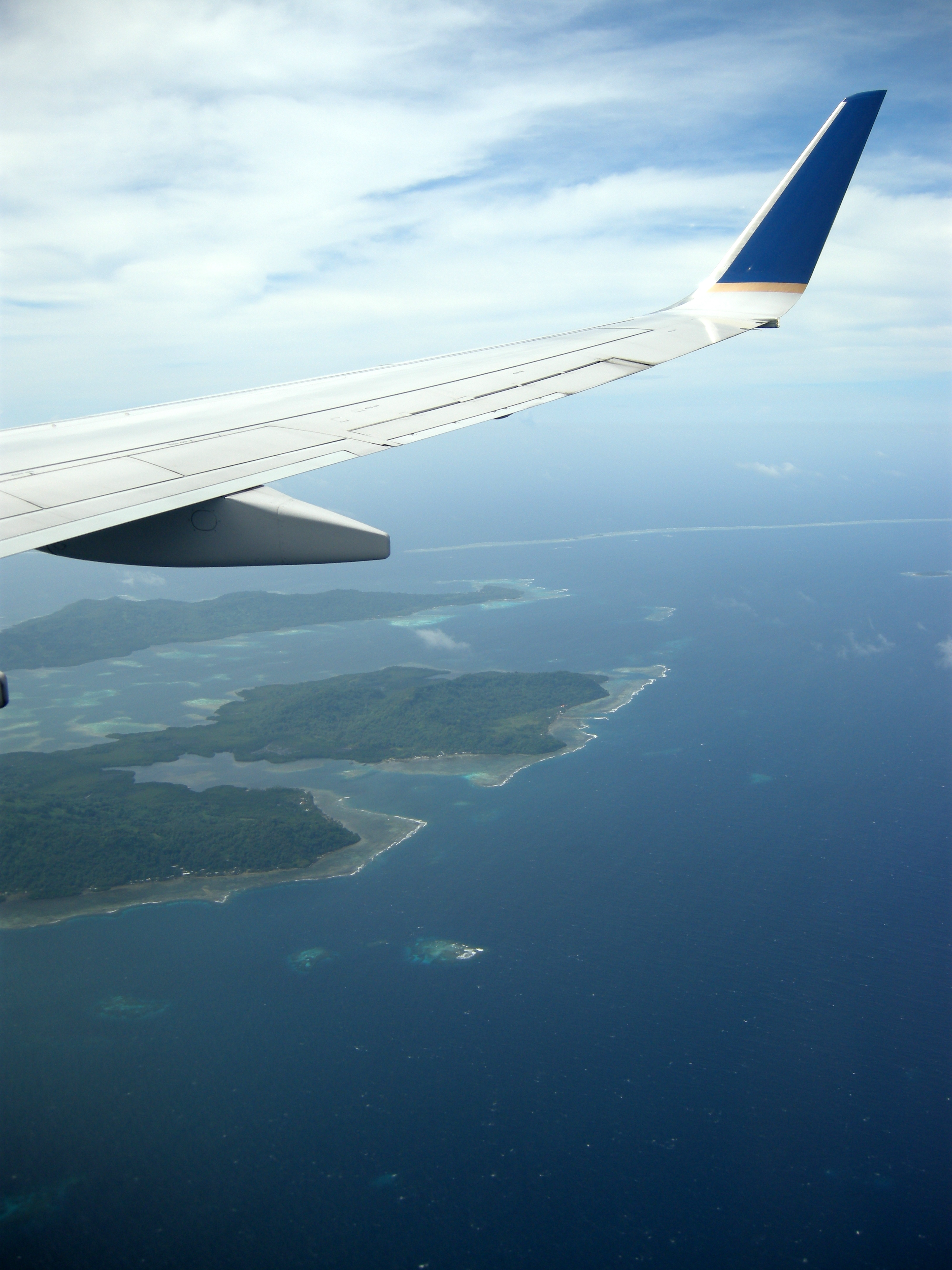
Photo aérienne d'une partie des îles Faichuk.

Elles constituent un des cinq districts de l'État de Chuuk établi pour les élections des sénateurs au Congrès des États fédérés de Micronésie — un par district — et des sénateurs au sénat de l'État de Chuuk — deux par district. Cette région peut être subdivisée en trois sous-régions. La première, nommée Nomwisofo, comprend les îles d'Eot, Udot, Ramanum et Fanapanges. La seconde consiste en la seule île de Tol, la troisième rassemble Paata, Polle et Wonei. Ce découpage est utilisé pour l'élection des membres de la Chambre des Représentants, ces zones élisant, dans l'ordre, deux, trois et deux représentants.

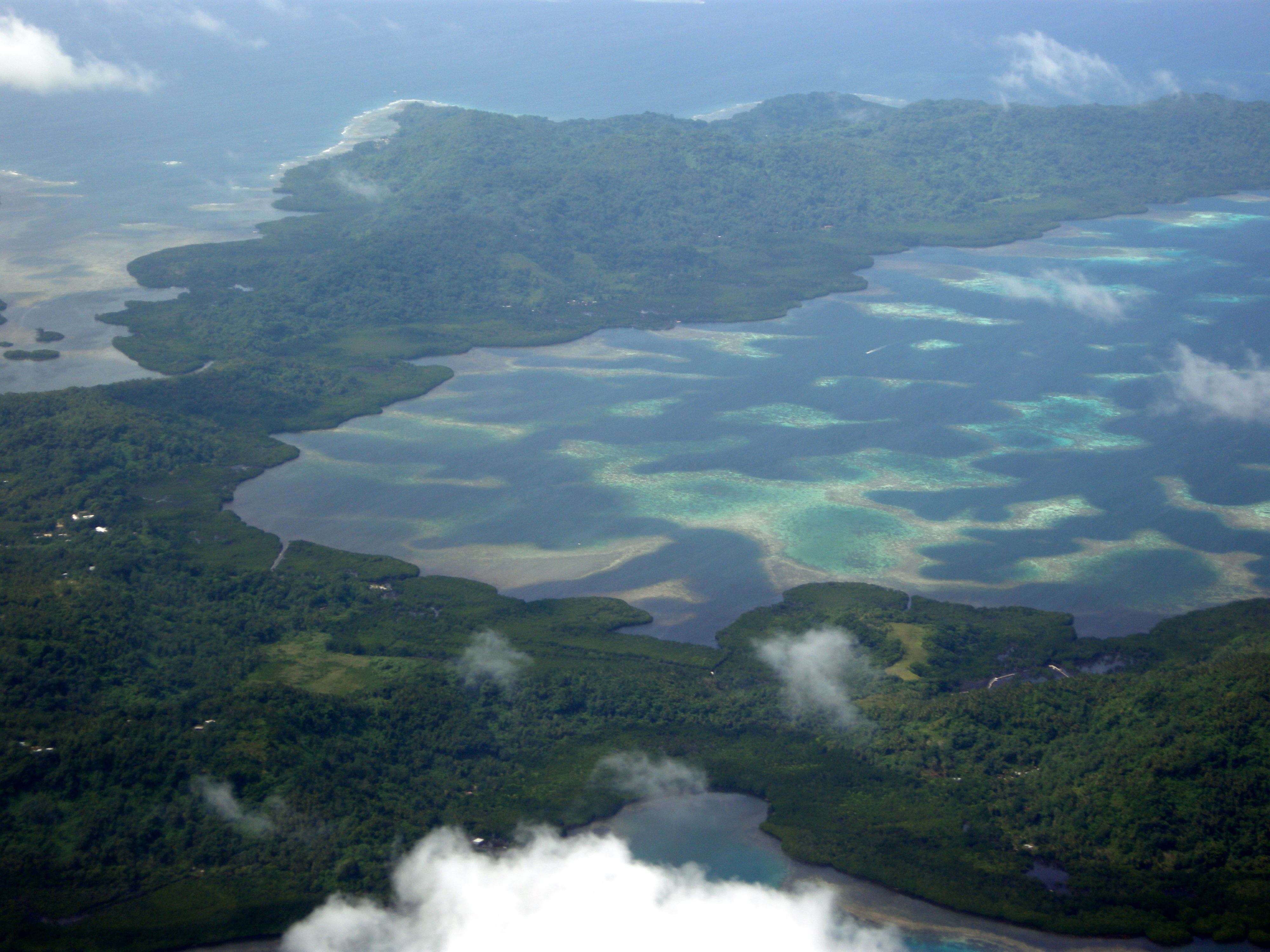
Vue aérienne des îles Faichuk.

Une autre subdivision géographique pratiquée sépare la région en deux : les Faichuk internes avec Tol, Paata, Polle et Wonei ; les Faichuk externes correspondant à la zone de Nomwisofo.
Les îles Faichuk sont le siège d'un fort courant séparatiste.
| Iles             | Superficie (km²) | Population 2008 |
| ---------------- | ---------------- | --------------- |
| Faichuk internes |                  |                 |
| Paata            | 4.41             | 2103            |
| Polle            | 9.38             | 2662            |
| Tol              | 10.32            | 5495            |
| Wonei            | 10.05            | 1073            |
| Faichuk externes |                  |                 |
| Eot              | 0.49             | 407             |
| Fanapanges       | 1.57             | 784             |
| Ramanum          | 0.75             | 1491            |
| Udot             | 4.93             | 2008            |
| îles Faichuk     | 41.90            | 16023           |